# Pilocrocis nebridopepla
Pilocrocis nebridopepla là một loài bướm đêm trong họ Crambidae.